# كينيا أرياس
كينيا أرياس (بالإنجليزية: Kenia Arias)‏ هي مغنية مؤلفة ومغنية وملحنة أمريكية، ولدت في 22 أكتوبر 1982 في سان خوان في الولايات المتحدة.

## وصلات خارجية
- كينيا أرياس على موقع IMDb (الإنجليزية)
- كينيا أرياس على موقع قاعدة بيانات الفيلم (الإنجليزية)